# ليزا غاردنر
ليزا غاردنر (بالإنجليزية: Lisa Gardner)‏ (1956، هيلسبورو في الولايات المتحدة)؛ كاتِبة وروائية أمريكية.

## روابط خارجية
- ليزا غاردنر على موقع IMDb (الإنجليزية)
- ليزا غاردنر على موقع قاعدة بيانات الفيلم (الإنجليزية)